# Francis Ramsey Lalor
Pour les articles homonymes, voir Lalor.
Francis Ramsey Lalor (14 novembre 1856-24 juin 1929) est un homme politique canadien de l'Ontario. Il est député fédéral conservateur de la circonscription ontarienne de Haldimand de 1900 à 1904.

## Biographie
Né à St. Catharines dans le Canada-Ouest, Lalor étudie à la Durnville Public and High Schools. 
Élu en 1904, il est réélu en 1908, 1911 et en 1917. 